# Grzegorz XI
Grzegorz XI (łac. Gregorius XI, właśc. Pierre Roger de Beaufort; ur. w 1329 w Maumont koło Limoges, zm. 27 marca 1378 w Rzymie) – papież w okresie od 30 grudnia 1370 do 27 marca 1378. Ostatni z papieży „niewoli awiniońskiej”.

## Życiorys

### Dzieciństwo i młodość
Był synem Guillaume'a de Beauforta i Marie du Chambon, bratankiem papieża Klemensa VI. W wieku 11 lat otrzymał godność kanonika w Paryżu, a jako 19-latek został, z nominacji stryja, kardynałem-diakonem S. Maria Nuova. Studiował prawo w Perugii. Sprawował funkcję archiprezbitera bazylik patriarchalnych Świętego Jana na Lateranie oraz Matki Bożej Większej, a od 5 listopada 1369 był protodiakonem Świętego Kolegium Kardynałów.

### Wybór na papieża i pontyfikat
Po śmierci Urbana V (1370), został jednogłośnie wybrany na dwudniowym konklawe w Awinionie na papieża; przyjął imię Grzegorza XI. Kontynuując działania swojego poprzednika, który próbował zakończyć rezydencję papieży w Awinionie, 13 września 1376 papież opuścił swoją dotychczasową siedzibę za namową Katarzyny ze Sieny. Było to możliwe głównie dzięki działaniom kardynała Egidio Albornoza we Włoszech. Pomimo wielu przeciwności, jak choćby pustego skarbca i zagrożenia płynącego od rodu Viscontich, 17 stycznia 1377 papież dotarł do Rzymu. Antyfrancuskie nastroje, wzmagane działaniami wojennymi (wojna z Florencją i Bolonią) legata papieskiego, kardynała Roberta z Genewy, zmusiły Grzegorza do opuszczenia Rzymu w maju 1377. Wyjechał do Anagni, a ostatecznie mógł powrócić w listopadzie tegoż roku. W marcu 1378 rozpoczęła się konferencja pokojowa, mająca zakończyć walki pomiędzy Państwem Kościelnym a zbuntowanymi miastami. Grzegorz nie dożył jednak jej zakończenia – zmarł 27 marca i został pochowany w bazylice S. Maria Nuova w Rzymie Był ostatnim Francuzem na tronie papieskim (nie licząc antypapieży obediencji awiniońskiej).

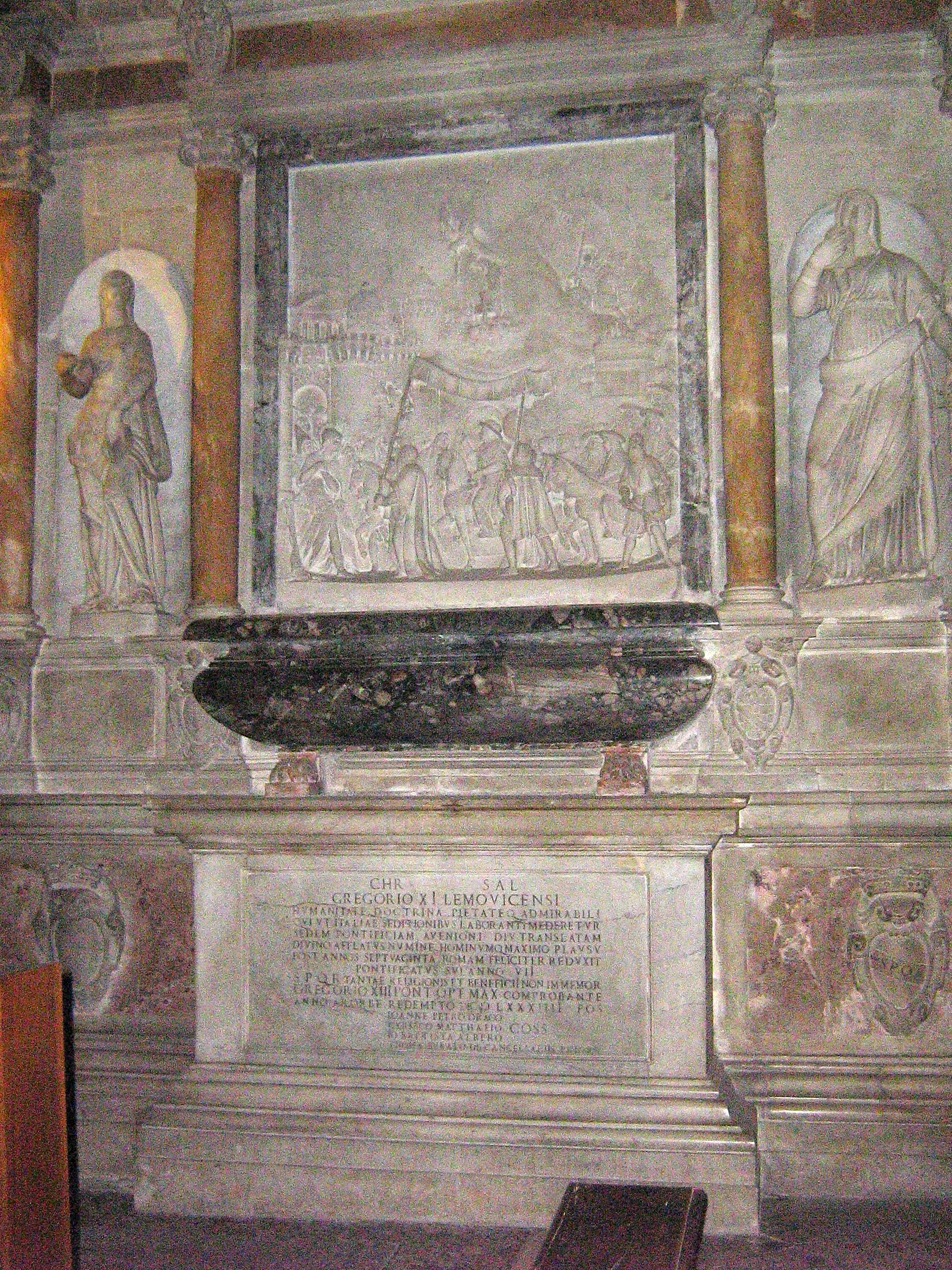
Grób Grzegorza XI w Basilica di Santa Francesca Romana

Jako papież podjął próbę reformy zakonu joannitów i dominikanów, ustanawiając urząd kardynała-protektora. Zajmował się tępieniem herezji i poprosił o pomoc w tej misji, króla Francji Karola V.